# 药球

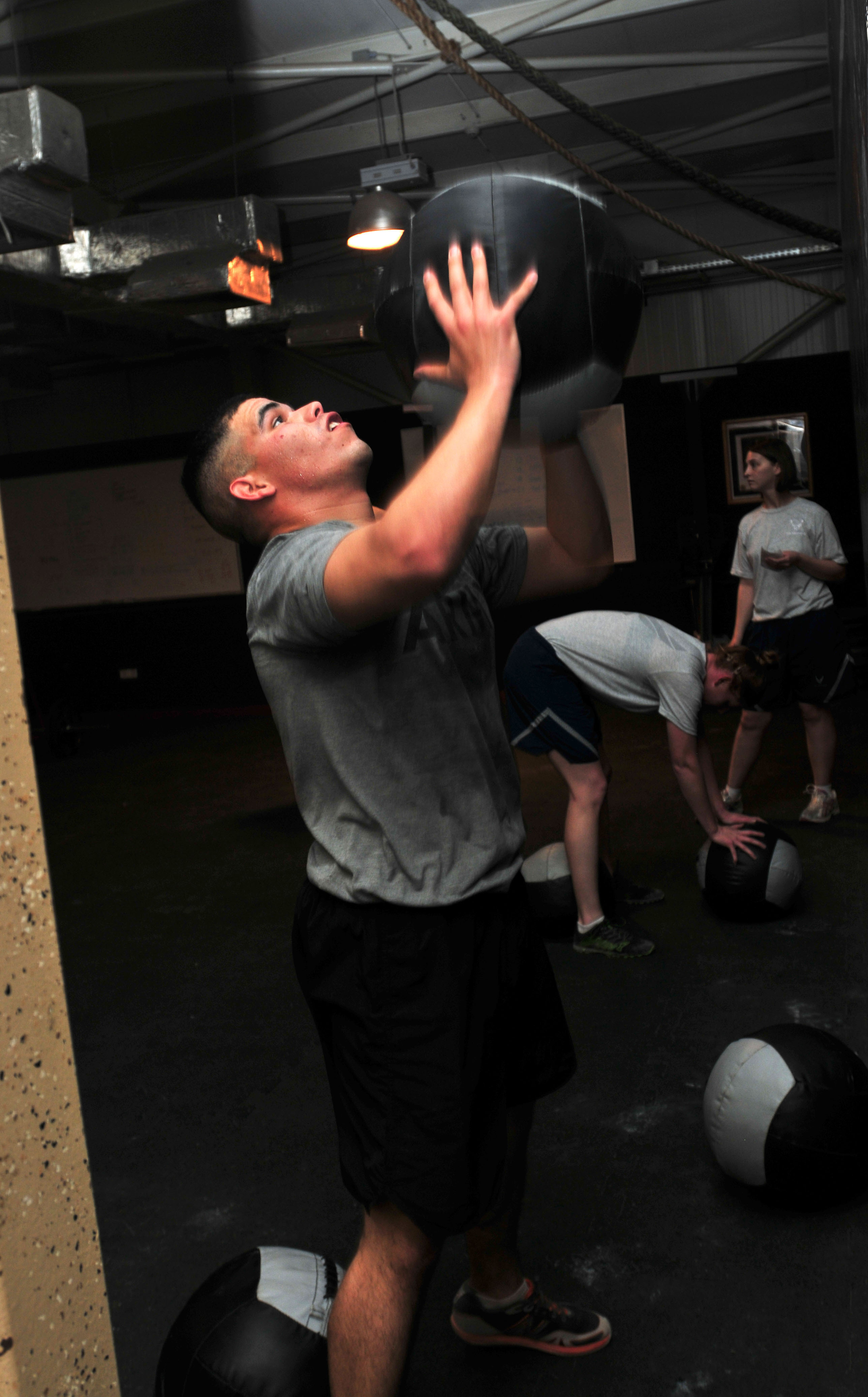
用藥球鍛鍊

药球是一种用于物理治療和力量訓練的球，其直径约为13.7英寸（350 mm）。這種球可以提高力量和神经肌肉协调能力，不過需注意它掉到地上彈不起來。美国第一张已知的药球照片摄于1866年。